# Mount Buller
Mount Buller – góra w Alpach Australijskich w stanie Wiktoria (wysokość 1805 m n.p.m.), ok. 150 km (w linii prostej) na północny wschód od Melbourne. Na zboczach góry położona jest miejscowość Mount Buller, będąca popularnym w Melbourne ośrodkiem narciarskim w sezonie zimowym (lipiec, sierpień).

## Galeria

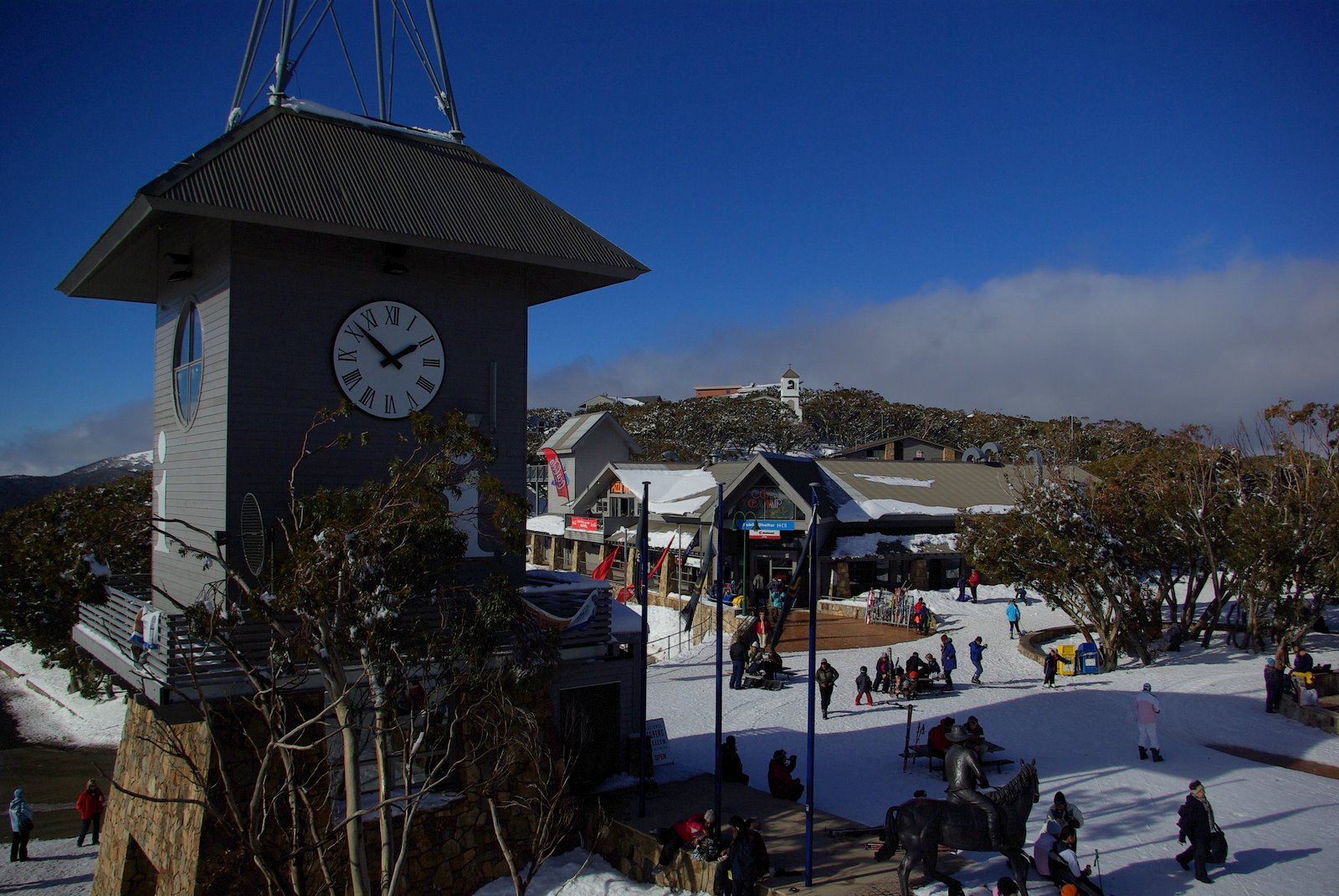
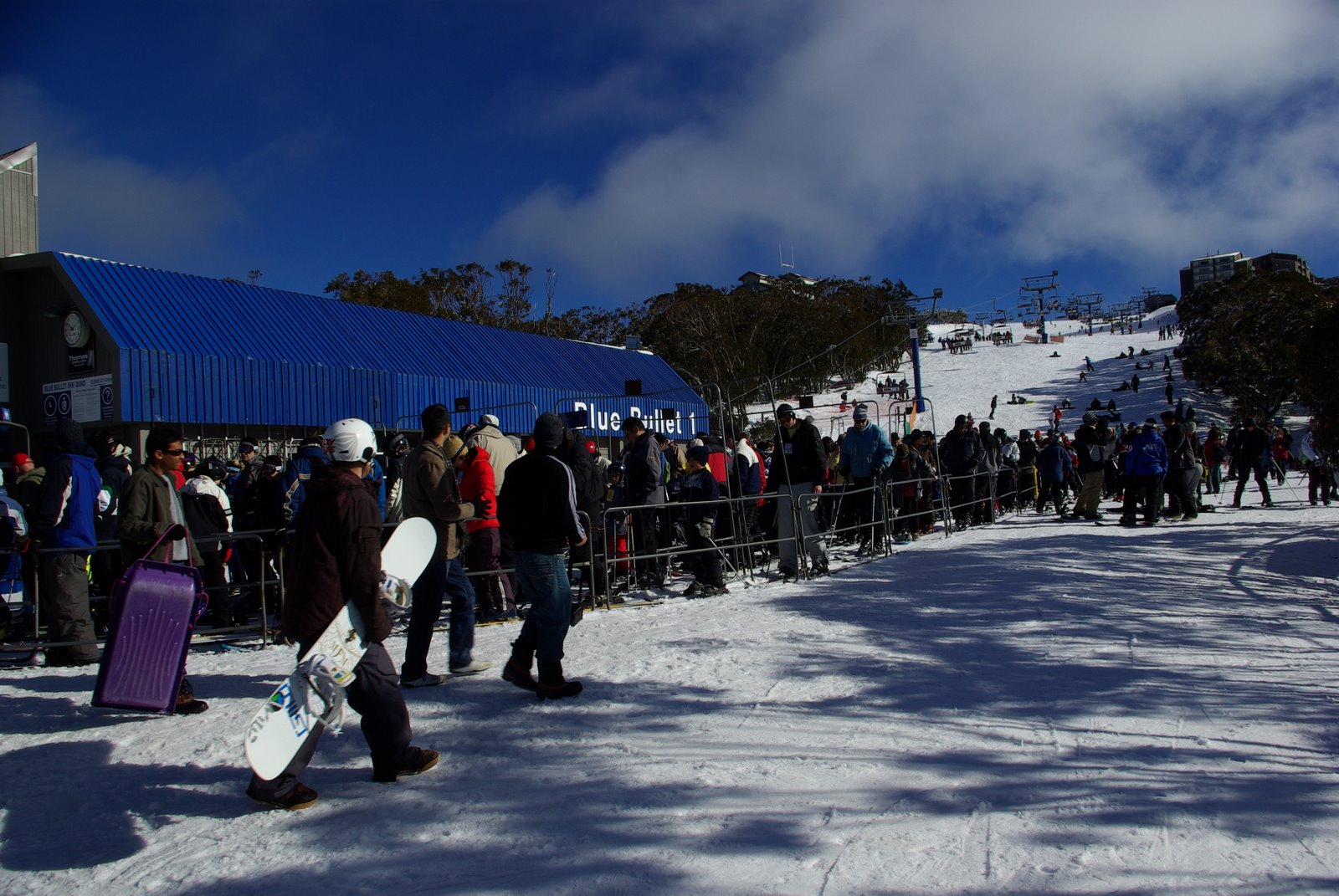